# Sukarasa (Sukasari)
Sukarasa is een bestuurslaag in het regentschap Bandung van de provincie West-Java, Indonesië. Sukarasa telt 13.568 inwoners (volkstelling 2010).